# ジョン・オーガスト・アンダースン
ジョン・オーガスト・アンダースン（John August Anderson 、1876年8月7日 - 1959年12月2日）は、アメリカ合衆国の天文学者。

## 生涯
ミネソタ州ロラグ（Rollag）生まれ。1907年にジョンズ・ホプキンス大学で博士号を取得。1908年に同学で天文学の教授となった。1909年には回折格子を製作する高性能のローランド高密度刻線機の責任者になった。
1916年にウィルソン山天文台にうつり1956年まで光学機器のスタッフとして働いた。業績としては近接連星の観測にマイケルソンの干渉計の原理を応用したことがある。焦点に回転するマスクをおいて、連星カペラ（ぎょしゃ座α星）の像を分離するのに成功した。
1923年には地震学者のハリー・ウッドとともに「ウッド・アンダーソン式地震計」を開発した。1924年ハワード・N・ポッツ・メダル受賞。
1928年から1948年までカリフォルニア工科大学天文台委員会（Caltech Observatory Council）の上級役員で、ジョージ・ヘールやロックフェラー財団と協力してパロマー天文台望遠鏡の付帯設備や、光学的設計な分野で働いた。
カリフォルニア州のアルタディナ（Altadena）で没した。月のアンダースンクレータに命名されている。